# PET泡沫芯材

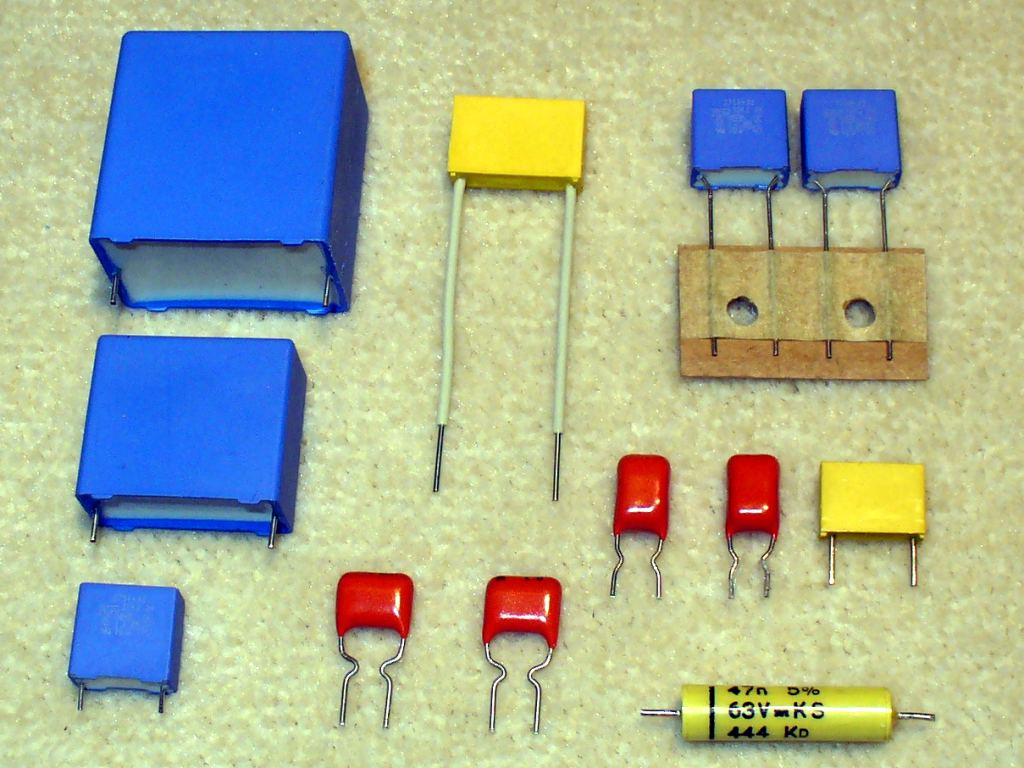
一些PET泡沫芯材製作的部件

PET泡沫芯材，主要成分为聚对苯二甲酸乙二醇酯（Polyethylene terephthalate），俗称涤纶树脂。PET泡沫是一类闭孔热塑料结构泡沫，具有一定的剪切、压缩强度，因此常被用于夹层结构材料芯材，被广泛应用于建筑、公路运输、轨道交通、航空、传播、风电等领域。

## 特点
PET泡沫是一种闭孔热塑料结构泡沫，适用于所有树脂体系与工艺技术。具有以下特点：
- 加工便利：通过热成形，可以实现复杂的形体结构，且在加热状态下热稳定性良好。
- 良好的力学性能：具有良好的剪切、压缩性能。
- 可重复利用：在生产过程中边角料、切屑可以重新利用制造新的材料。
- 有利于环保：传统PET泡沫在生产时使用氟化物作为发泡剂，会对环境及人体健康产生一定影响，但目前最新的PET发泡技术可以利用生产过程中产生的二氧化碳作为发泡剂，因此可以做到温室气体零排放，非常利于环保。
- 耐高温：在加工过程中可以短时间承受150℃左右的温度，在使用寿命内则可长时间承受100℃左右的温度。

## 性能
作为复合材料夹层结构芯材，PET泡沫芯材的力学性能和泡沫密度相关。密度越高，力学性能越好，但同时重量越大，所需的材料越多，成本越高。PET泡沫芯材的抗疲劳性能也较好，优于部分PVC泡沫芯材。
以3A公司的AIREX®T92泡沫为例，其力学性能如下表：
| 性能       | 单位  | T92.100 | T92.110 | T92.130 |
| ---------- | ----- | ------- | ------- | ------- |
| 密度       | Kg/m2 | 105     | 115     | 135     |
| 压缩强度   | N/mm2 | 1.4     | 2.8     | 2.4     |
| 压缩模量   | N/mm2 | 85      | 110     | 145     |
| 剪切强度   | N/mm2 | 0.9     | 1.05    | 1.3     |
| 剪切模量   | N/mm2 | 21      | 23      | 30      |
| 剪切延伸率 | %     | 15      | 15      | 15      |